# Маріо Кастельнуово-Тедеско
Ма́ріо Кастельнуо́во-Теде́ско (італ. Mario Castelnuovo-Tedesco; *3 квітня 1895, Флоренція — †16 березня 1968, Беверлі-Гіллз) — єврейський-італійський композитор.

## Життєпис
Народився у Флоренції, походив з родини банкірів, що мешкала в місті починаючи з вигнання Євреїв з Іспанії в 1492 році. Навчався грі на фортепіано у матері, у віці дев'яти років склав перші твори. По завершенню навчання на фортепіано в 1914 році студіює композицію у композитора Ільдебрандо Піцетті та отримує диплом в 1918 році. Незабаром Кастельнуово-Тедеско привернув увагу композитора і піаніста Альфредо Касельї, який включив твори Кастельнуово-Тедеско до свого репертуару, що відкривало шлях до творчої кар'єри композитора. Роботи композитора були включені в перший фестиваль Міжнародного товариства сучасної музики, що проводився у Зальцбурзі, Австрія, в 1922 році.
У 1926 року відбулася прем'єра його опери «Мандрагола» (La Mandragola), за п'єсою Нікколо Мак'явеллі. Пізніше композитор неодноразово звертався до творів класиків літератури, зокрема Есхіла, Вергілія, Джона Кітса, Вільяма Вордсворта, Федеріко Гарсіа Лорки, і особливо Вільяма Шекспіра. Значне місце в його творчості посідають також твори пов'язані з біблійними сюжетами та єврейська літургія. Його Другий скрипковий концерт (1931), написаний на замовлення Яши Хейфіца, був також вираженням його гордості своїм єврейським походженням та протестом проти розповсюдженного в Європі антисемітизму.
В 1932 році на фестивалі Міжнародного товариства сучасної музики у Венеції Кастельнуово-Тедеско зустрівся з відомим іспанським гітаристом Андресом Сеговією (Andrés Torres Segovia). Зустріч надихнула композитора написати Перший концерт для гітари з оркестром — один із перших концертів для цього інструмента, який забезпечив йому репутацію як одного з передових композиторів для гітари двадцятого сторіччя.
З 1933 року з приходом в Італії до влади фашистів, мистецтво розглядалося як інструмент для пропаганди й просування расових ідей. Ще до офіційного прийняття Муссоліні маніфесту фашистського расизму в 1938 році, музика Кастельнуово-Тедеско була заборонена для радіо та концертного виконання. Композитор був змушений залишити Італію в 1939 році незадовго до спалаху Другої світової війни та емігрувати в США, де йому допоміг Артуро Тосканіні, колишній директор Ла Скала, залишивший Італію ще у 1933 році.
Кастельнуово-Тедеско зупинився у Голлівуді, де, за допомогою Яши Хейфіца, уклав контракт із Metro-Goldwyn-Mayer як композитор кіно. Впродовж наступних п'ятнадцяти років, він створив музику приблизно до 200 фільмів у Голлівуді та інших кіностудіях. Він справив істотний вплив і на інших композиторів кіно, таких як Генрі Манчіні, Джеррі Голдсміт, Нельсон Ріддл, Джон Вілліамс і Андре Превін. Окрім того, в США Кастельнуово-Тедеско створив нові опери та інші твори на біблійні сюжети, американську поезію та Євроейську літургію.
Помер в 1968 році.

## Твори
| Для фортепіано - English Suite (1909) - I naviganti op. 13 - I cipressi op. 17 (1920) - Le danze del re David. Rapsodia ebraica op. 37 (1925) - Sonata (1928) - Alt Wien. Rapsodia viennese Для гітари - Variazioni (attraverso i secoli...) op. 71 (1932) - Sonata (omaggio a Boccherini) op. 77 (1934) - Capriccio diabolico (omaggio a Paganini) op. 85a (1935) - Tarantella e Aranci in fiore op. 87 (1936) - Variations plaisantes sur un petite air populaire op. 95 - Rondò op. 129 (1946) - Escarramán op. 177 (1955) - Tre preludi mediterranei (in memoriam Renato Bellenghi) (1955) - Passacaglia (omaggio a Roncalli) op. 180 (1956) - 24 Caprichos de Goya op. 195 (1961) - Appunti op. 210 (1967) Концерти - Концерт №1 для фортепіано з оркестром (1928) - Концерт №1 (Italiano) для скрипки з оркестром - I profeti, Концерт для арфи з камерним оркестром op. 93 (1937) - Концерт №1 для гітари з оркестром op. 99 (1939) - Концерт №2 для фортепіано з оркестром (1939) - Sérénade для гітари з оркестром, op. 118 (1943) - Концерт №2 для гітари з оркестром op. 160 (1953) - Концерт для двох гітар з оркестром op. 201 (1962) | Вокальні твори - Coplas op. 7 (1915), для голосу з фортепіано - 33 Shakespeare Songs op. 24 (1921–1922), для голосу з фортепіано - 1930 op. 36 (1925), для голосу з фортепіано - Due sonetti del Petrarca op. 74a (1933), для голосу з фортепіано - Trois poèmes de la Pléïade op. 79 (1934), для голосу з фортепіано - Romancero gitano op. 152 (1951), для мішаного хору та гітари - Ballata dall'esilio op. R180a (1956), для голосу і гітари - Platero y yo op. 190 (1960), для чтеця і гітари - The Divan of Moses-Ibn-Ezra op. 207 (1966), для голосу і гітари Камерна музика - Trio n. 1 op. 49, для скрипки, віолончелі і фортепіано - Sonata op. 50 (1928), для віолончелі і фортепіано - Sonata - quasi una fantasia op. 56 (1929), для скрипки і фортепіано - Trio n. 2 op. 70, для скрипки, віолончелі і фортепіано - Toccata op. 83 (1935), для віолончелі і фортепіано - Sonata op. 128, для кларнету і фортепіано - Quintetto op. 143 (1951), для гітари і струнних - Fantasia op. 145 (1950), per chitarra і фортепіано - Sonatina canonica op. 196 (1961), для двох гітар - Les guitares bien tempérées op. 199 (1962), для двох гітар - Sonatina op. 205 (1965), для флейтиі гітари - Ecloghe op. 206 (1966), для флейти, англійського ріжка і гітари - Fuga elegiaca op. R210a (1967), для двох гітар Фонограми - Il veleno del peccato (1946) |